# Моксох
Моксох (авар. Мокӏсохъ) — село в Унцукульском районе Дагестана.
Центр сельсовета в 1921—1955 гг. года.

## География
Село расположено в 52 км к югу от районного центра — села Унцукуль.

## Население
| 1888 | 1895 | 1926 | 1939 | 1970 | 1989 | 2002 |
| ---- | ---- | ---- | ---- | ---- | ---- | ---- |
| 309  | →309 | ↘241 | ↗274 | ↘145 | ↘97  | ↗146 |
| 2010 | 2021 |      |      |      |      |      |
| ↗219 | ↘195 |      |      |      |      |      |

## Известные люди
Родина поэта Магомеда Исаева (1948—2008).